# Thea Hamann Rasmussen
Thea Hamann Rasmussen (født 9. oktober 2002 i Fredericia) er en kvindelig dansk håndboldspiller som spiller for Silkeborg-Voel KFUM i Damehåndboldligaen og Danmarks U/19-kvindehåndboldlandshold. I april 2021 skrev hun under på en 1-årig kontrakt, hvor hun rykkede op på seniorholdet hos Skanderborg Håndbold.
Hun har siden november 2021 optrådt for U/19-landsholdet som playmaker back, hvor hun også deltog under U/20-VM i håndbold 2022 i Slovenien. Her sluttede man på en 5. plads. Hun deltog også under U/19-EM 2021 i Slovenien.
Hun skrev i januar 2022 under på en to-årig aftale med lokalrivalerne fra Silkeborg-Voel KFUM.

## Privat
Hun er desuden datter af Skanderborg Aarhus Håndbold-cheftræner Nick Rasmussen.